# Guillaume Haas
Pour les articles homonymes, voir Haas.
Wilhelm Haas (1741–1800), célèbre typographe suisse du XVIIIe siècle, était également imprimeur et géographe.

## Biographie
Haas est né à Bâle, le 23 août 1741. Son père, Johann-Wilhelm Haas, avait repris la fonderie des imprimeurs Genath, où Guillaume Haas apprit l’art du graveur de caractères, avant de la reprendre à son tour, en 1764. Il fut le premier, en Suisse et en Allemagne, à graver les fontes de caractères dans le style de Baskerville, pour l’écriture du français.
On lui doit de nombreuses innovations, notamment une nouvelle presse d’imprimeur, réalisée en 1772. Il en a donné une description, en français et en allemand, en 1790, intitulée Distribution d’une nouvelle presse d’imprimerie, inventée à Bâle en 1772, et publiée à l’avantage de l’art typographique.
Il était également inspecteur-général de l’artillerie helvétique depuis 1799, et dirigea jusqu’à sa mort l’école d'artillerie fondée cette année-là dans le canton de Lucerne.
Wilhelm Haas, premier du nom, est mort dans ce canton le 8 juin 1800, dans l’ancien monastère cistercien de Saint-Urbain. Le dictionnaire historique de la Suisse le place aujourd’hui au rang des ingénieurs les plus brillants de son temps.

## Haas, Wilhelm II
Son fils, Haas, Wilhelm II (en français : Guillaume Haas), né en 1766, mort en 1832, a repris la fonderie paternelle, l’une des plus importantes en Europe. On lui doit la gravure de plusieurs cartes d’importancce historique, notamment celles représentant la Suisse, sa patrie, ou encore l’Italie après la paix de Campo-Formio. Il avait auparavant réalisé l’une des cartes de France publiée par son père.